# 富士フイルムBI山形
富士フイルムBI山形株式会社（ふじフイルムビーアイやまがた、英語：FUJIFILM BI Yamagata Corp.）は、山形県山形市に本社を置く専門商社である。富士フイルムビジネスイノベーションの県別特約店である。

## 概要
1980年代、山形県内において代表して富士ゼロックス（現・富士フイルムビジネスイノベーション）製品を取り扱うディーラー設立の動きが模索された。当初、山形銀行が富士ゼロックスから設立の打診を受けたが、取引先等に競合他社を抱える事を理由として固辞した。その後、富士ゼロックスは、同行と同様に県内において強い影響力を持つ山形交通・山形新聞・山形放送に設立を打診し、受諾される。これら3社の合弁による専門商社・山形OA機器株式会社として設立されたが、後に富士ゼロックスの資本参加を受け、現在の社名に変更した。
富士フイルムビジネスイノベーション100%出資の販売子会社ではなく、同社と地元企業との合弁企業であるため、同社グループ内での影響力は強くはないとされるが、状況に応じて下述するような他社製品を積極的に扱えるなどのメリットもあるとされる。
主として富士フイルムビジネスイノベーション製品の取り扱いがなされるも、近年は理想科学工業製品やスリーエム ジャパンの技術を使用したスコッチプリントなどを取り扱うなど、富士フイルムビジネスイノベーション製品に止まらない、幅広い商品構成が特徴であるとされる。また環境保護推進活動として、定期的にNPO法人アイビジネスネットワークと連携し、『おさがりパソコン』を展開している。
労働組合は存在するが、事実上のヤマコー傘下であるため、交通労連に加盟している。

## 沿革
- 1984年4月 - 山形交通が山形OA機器株式会社（同社前身）を設立する。
- 1985年
  - 5月 - 庄内営業所を開設する。
  - 10月 - 米沢営業所を開設する。
- 1986年9月 - 新庄営業所を開設する。
- 1989年3月 - 富士ゼロックス（現・富士フイルムビジネスイノベーション）が資本参加し、資本金を5,480万円に増資する。
- 1990年
  - 3月 - 商号を山形ゼロックス株式会社に変更する。
  - 4月 - 寒河江営業所を開設する。
- 1993年11月 - 東根営業所を開設する。
- 1995年9月 - 庄内営業所を酒田営業所、鶴岡営業所の2拠点に分割する。
- 2002年11月 - ISO14001認証取得する。
- 2006年12月 - ISO27001認証取得する。
- 2021年4月 - 商号を富士フイルムBI山形株式会社に変更する。

## 本社・営業所
山形県内に以下の8拠点（本社含む）を有し、山形県内の営業・保守基盤としている。
- 本社・山形営業所 - 山形県山形市鉄砲町2-17-48
- 鶴岡営業所 - 山形県鶴岡市道形町17-17
- 酒田営業所 - 山形県酒田市富士見町1-16-2
- 米沢営業所 - 山形県米沢市中央2-1-31
- 新庄営業所 - 山形県新庄市東谷地田町6-3
- 寒河江営業所 - 山形県寒河江市西根字石川西325-1
- 東根営業所 - 山形県東根市中央3-6-29